# GWH Wohnungsgesellschaft Hessen
Die GWH Wohnungsgesellschaft mbH Hessen (GWH) ist eine Wohnungsgesellschaft mit Sitz in Frankfurt am Main und zählt zu den größten Wohnungsunternehmen Hessens. Das Unternehmen gehört zum Konzern der Helaba und deckt dort die Bereiche Wohnungsbewirtschaftung und Bauträgergeschäft ab. Christian Schmid, Mitglied des Vorstands der Helaba, ist Vorsitzender des Aufsichtsrates.

## Geschichte

### Gründungsphase
Das Unternehmen wurde 1924 unter dem Namen Gemeinnützige Wohnungsbau-Aktiengesellschaft Hessen und Hessen-Nassau (abgekürzt: Gewobag) gegründet. Ziel der Gewobag war es, der Wohnungsnot nach dem Ersten Weltkrieg entgegenzuwirken. Die ersten Wohnungen entstanden in Frankfurt, gefolgt von Aschaffenburg, Kassel, Darmstadt und Mainz. Unter nationalsozialistischer Herrschaft wurde die Gewobag politisch gleichgeschaltet und in Neue Heimat umbenannt. Nach dem Zweiten Weltkrieg waren nur noch 970 der 2620 Mietwohnungen bewohnbar.

### Nach 1945
Um Kriegsflüchtlinge der ehemaligen Ostgebiete unterzubringen und die allgemeine Wohnungsnot zu beheben, entstanden auch in Hessen etliche Großsiedlungen. Für die Neue Heimat errichtete beispielsweise der Architekt und Stadtplaner Ernst May Hochhaussiedlungen in Darmstadt-Kranichstein sowie im Wiesbadener Schelmengraben.
Im Zuge der Neue-Heimat-Affäre um Immobilienspekulationen und Milliardenverluste ging die hessische Regionalgesellschaft 1986 in die Trägerschaft des Landes Hessen über und wurde in Gemeinnützige Wohnungsgesellschaft mbH Hessen umbenannt. Bis 2011 firmierte die GWH unter diesem Namen. Im Jahr 2000 wurde das Unternehmen vom Land Hessen an die Helaba übertragen.

## Geschäftssegmente
Geschäftsmodell der Gesellschaft ist es, Wohnungen zu errichten und zu vermieten, die „für breite Schichten der Gesellschaft geeignet sind“ und dabei auch Menschen zu berücksichtigen, die „Schwierigkeiten bei der Wohnungssuche haben“.
Das Unternehmen ist in fünf Geschäftssegmente gegliedert. Größter Bereich ist die Verwaltung des eigenen Bestandes (Immobilienbewirtschaftung). Daneben bestehen die Segmente Immobilienhandel, Projektentwicklung, Dienstleistungen und Wohnimmobilienfonds (GWH WertInvest). Das Segment Projektentwicklung und Neubau ist in die Tochtergesellschaft GWH Bauprojekte GmbH ausgegliedert worden. Der Gesamtkonzern setzt sich aus 23 Tochterunternehmen und Beteiligungen zusammen, die teilweise regional abgegrenzte Aufgabenbereiche haben und einer Holding untergeordnet sind (Stand Ende 2023). Das Vermietungsgeschäft wird von den beiden Geschäftsstellen in Frankfurt am Main und Kassel durchgeführt.
Schwerpunkte der Geschäftstätigkeit sind das Rhein-Main-Gebiet und die wirtschaftlich prosperierenden Räume in Nord- und Mittelhessen. Als Wachstumsmärkte werden unter anderem der Rhein-Neckar-Raum, das Rheinland, Zentren in Thüringen und Sachsen sowie Hannover angesehen.
Wohnungsbestand nach Hauptregionen, Stand Ende 2023:
- Rhein-Main: 26.982 Wohneinheiten (WE)
- Mittelhessen (Stadtmarkt): 12.870 WE
- Düsseldorf: 3076 WE
- Köln/Bonn: 1000 WE
- Sonstiges Rheinland: 42 WE
- Hannover (Stadtmarkt): 1449 WE
- Rhein-Neckar: 676 WE
- Dresden (Stadtmarkt): 325 WE
- Erfurt (Stadtmarkt): 521 WE

## Bestand

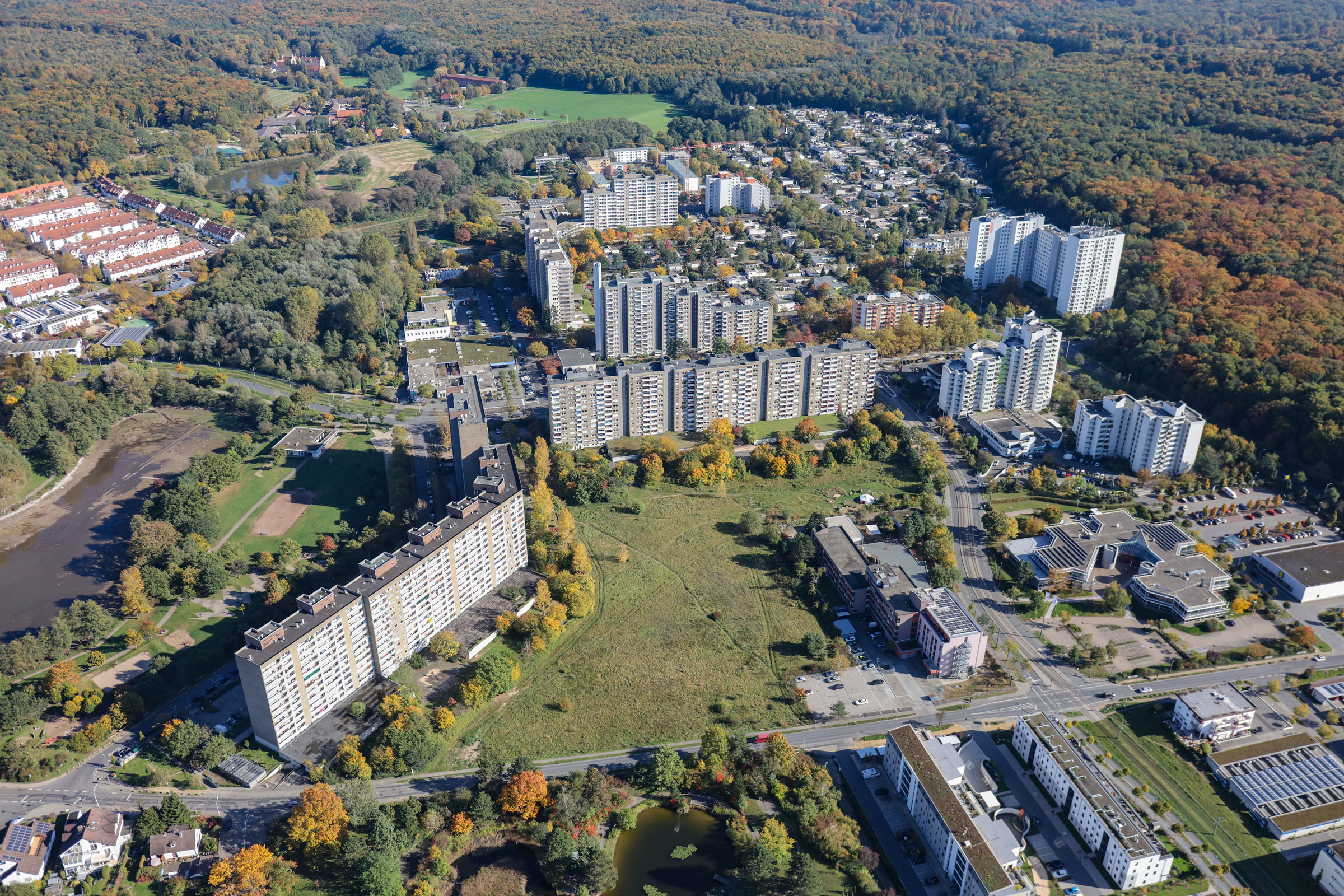
Darmstadt-Kranichstein im Luftbild

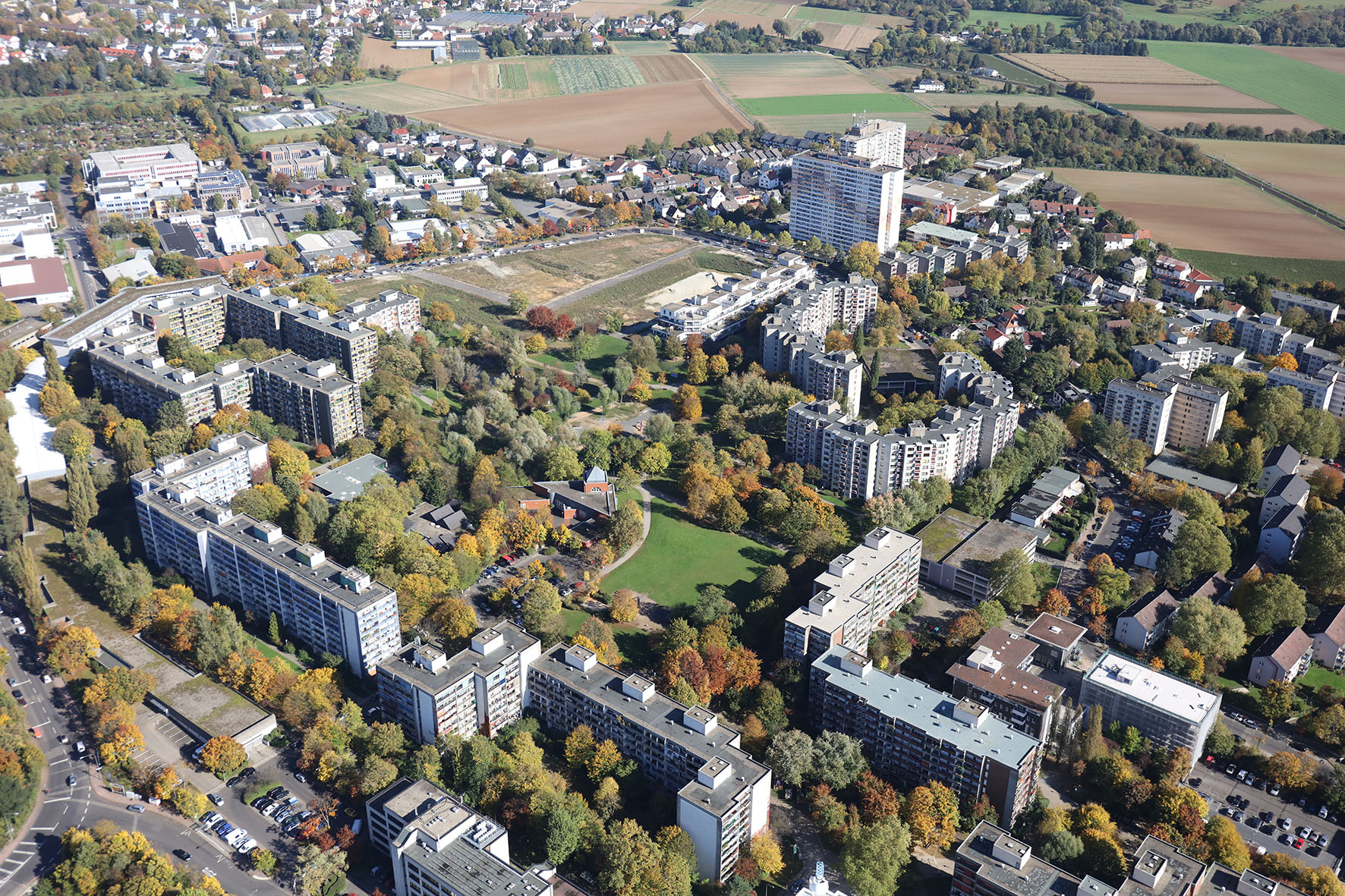
Großwohnsiedlung am Ben-Gurion-Ring

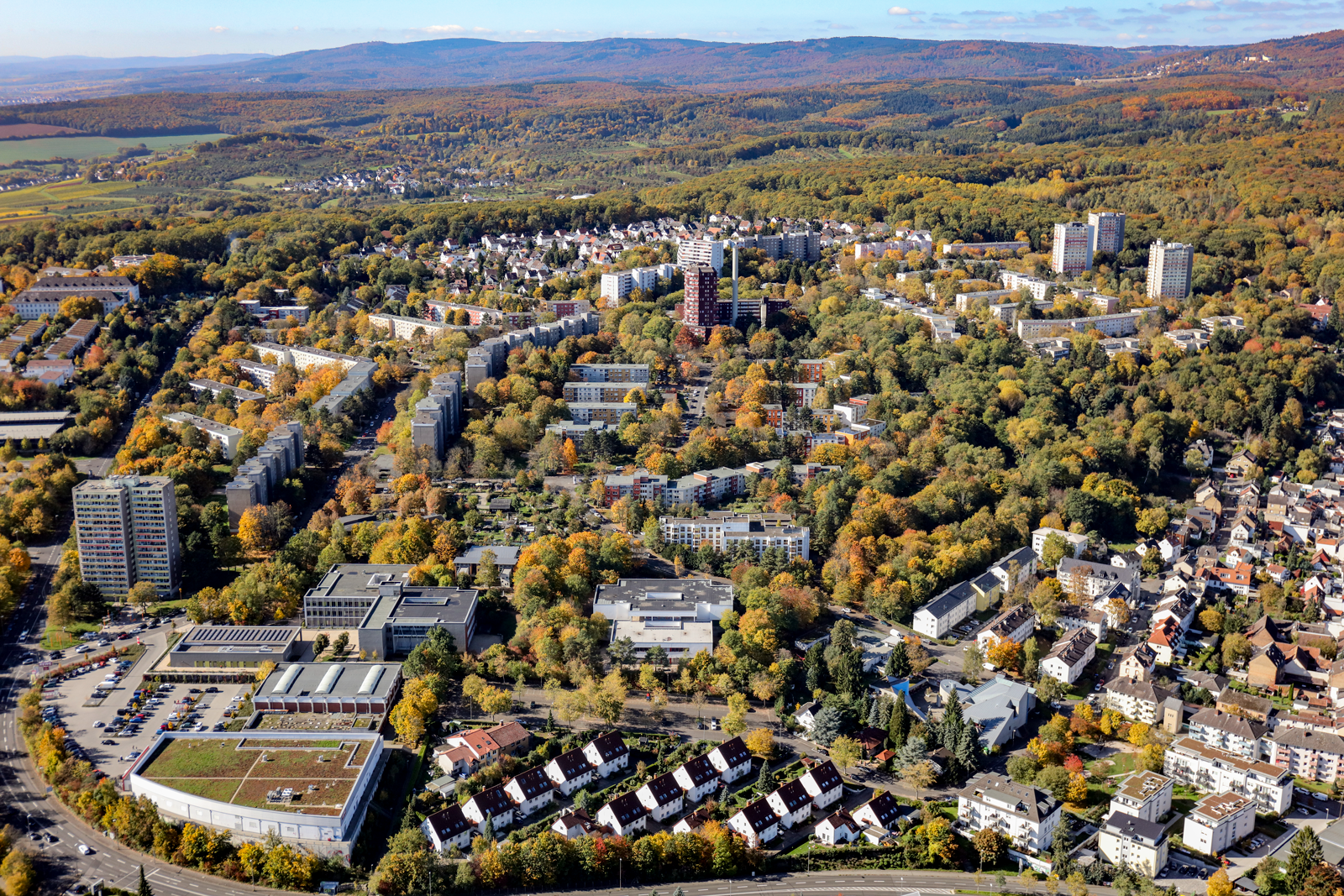
Quartier Wiesbaden-Schelmengraben

Die GWH verwaltet einen Bestand von fast 53.000 Wohnungen, davon rund 2800 aus der Eigentumsverwaltung für Dritte (Stand Ende 2023). Zum historischen Wohnungsbestand der GWH gehören zahlreiche Großwohnsiedlungen der 60er- und 70er-Jahre. Ende 2023 befanden sich 345 neue Wohnungen im Bau.
Ausgewählte Quartiere (Stand Ende 2023):
- Von 1958 bis 1965 ließ die deutsche Bundesregierung bei Kassel die Wohnstadt Helleböhn errichten. Die vier- bis achtgeschossigen Bauten galten als Musterbauvorhaben.[15] In der nahegelegenen Stadt Baunatal besitzt die GWH eine weitere Großwohnsiedlung, den Baunsberg.[16]
- Die Wiesbadener Siedlung Schelmengraben entstand 1961 bis 1971 unter der Planung von Ernst May. Die etwa 2540 Wohneinheiten befinden sich zum großen Teil im Besitz der GWH und sind Gegenstand eines Forschungsprojekts zum Wohnen in der „Nachkriegsmoderne“, durchgeführt von der Frankfurt University of Science.[17] Die Aufwertung dieses Quartiers wurde mit Mitteln des Bundesprogramms „Soziale Stadt“ gefördert.[18]
- 1968 war der Baubeginn für den Darmstädter Stadtteil Neu-Kranichstein. Ernst May plante hier Wohnungen für 18.000 Menschen. Nach heftiger öffentlicher Kritik wurde das Bauvolumen deutlich reduziert und die zunächst vermisste Infrastruktur nachgeholt.[19]
- Der Brückenhof in Kassel wurde 1972 mit 1745 Wohnungen fertig gestellt. Anfang des 21. Jahrhunderts wurden mehrere Millionen Euro in den Umbau und die Verbesserung der sozialen Infrastruktur investiert. Der Brückenhof wurde auch mit Mitteln des Programms „Soziale Stadt“ gefördert.[20]
- Am Frankfurter Ben-Gurion-Ring entstand seit den 1970er-Jahren in mehreren Bauphasen eine Großwohnsiedlung samt Ladenzeile. Später kamen Bürogebäude und ein Veranstaltungszentrum hinzu. Hier errichtet die GWH 331 weitere Wohneinheiten, darunter ein Studentenwohnheim. Nach Abschluss der Maßnahme sollen im Ben-Gurion-Ring etwa 4800 Menschen wohnen.[21][22]
- Im Frankfurter Gallusviertel errichtete die GWH gut 300 Wohnungen und Gewerbeflächen. Das Projekt Alea wurde 2015 fertig gestellt.[23]
- Anfang der 2020er-Jahre schuf die Wohnungsgesellschaft unter dem Projektnamen Jackson Three 155 Mietwohnungen im Mannheimer Stadtteil Franklin. Der Stadtteil wurde zuvor von einer Wohnsiedlung von US-Soldaten dominiert.[24]
- Im Lyoner Quartier in Frankfurt-Niederrad entstehen insgesamt 450 Wohnungen.[25]
- Beim hannoverschen Kronsberg entsteht das Quartier Kronsrode. Im Nordteil dieser Wohnsiedlung baut die GWH etwa 1300 Mietwohnungen und 160 sogenannte Townhouses.[26]
- Das geplante Wohnquartier für 700 Menschen im Eppsteiner Stadtteil Vockenhausen wird in der Gemeinde kontrovers diskutiert.[27]

## Soziales Engagement und Nachhaltigkeit
Die Schaffung sicherer Mietverhältnisse für Obdachlose hat das preisgekrönte Projekt „Housing First Plus“ zum Ziel. Umgesetzt wird es unter anderem in der Henri-Dunant-Siedlung in Frankfurt-Sossenheim. Ein weiteres GWH-Projekt will die soziale Wohnungswirtschaft in Namibia fördern und eine bezahlbare Wohnalternative zu Slums schaffen.
Die GWH erstellt einen eigenen kombinierten Geschäfts- und Nachhaltigkeitsbericht und definiert dort vier Handlungsfelder für ein nachhaltiges Agieren der Wohnungsgesellschaft: „Klimafreundlicher Gebäudebestand“ (Energieeinsparungen, Nahwärme), „Zukunftsorientierte Unternehmensführung“, „Attraktive Arbeitswelt“ sowie „Lebenswertes Wohnen und Quartiersentwicklung“ (Wohnumfeldverbesserung). Zum Beispiel beteiligt sich die Wohnungsgesellschaft am Energiesparpaket der Landesenergieagentur Hessen.